# Maserati 26M
Maserati Tipo 26M byl model závodního vozu Grand Prix vyráběný od roku 1930 italským výrobcem Maserati v Bologni. Byl to dvousedadlový vůz určený pro závody Grand Prix v tzv. volné formuli/550-750 kg, která byla v platnosti v letech 1928-1933.

## Vznik a vývoj
Před modelem Tipo 26M se původní Tipo 26 z roku 1926 vyvinul do verzí jako 26B, 26C a 26R (s motory 1,5 l a 2,0 l). Na jejich základě bylo v roce 1930 navrženo Tipo 26M jako dvoumístný vůz, několik jich bylo vyrobeno jako jednomístný (M znamená monoposto). Původní vůz měl osmiválcový, řadový motor se zdvihovým objemem 2495 cm³. Ten byl rovněž označován jako Maserati 8C-2500 s výkonem 136 kW (185 koní) při 5600 otáčkách za minutu. O rok později (1931) byl motor upraven na zdvihový objem 2812 cm³ a vůz se označoval jako Maserati Tipo 26M (8C-2800). Posledním modelem byl typ označovaný jako Maserati Tipo 26M (8C-3000) s objemem válců 2991 cm³ a výkonem 151 kW (205 koní). Tyto vozy startovaly v závodech Grand Prix. Celkem bylo vyrobeno 13 vozů v letech 1930 až 1932. 
Šest vozů bylo vyrobeno jako Tipo 26M Sport pro silniční, vytrvalostní závody. Carrozzeria Castagna na autosalonu v Miláně představila 26M Grand Sport a Ugo Zagata Sport Tipo 1000 Miglia. To byly dvoumístné modely pro provoz na běžných silnicích. O dvou čtyřmístných vozech se později hovořilo jako o prvním pokusu společnosti o nezávodní vozy.
Maserati Tipo 26M byl od roku 1933 nahrazen monopostem Maserati 8CM, který byl postaven pro tzv. formuli 750 kg, která platila v letech 1934-1937.

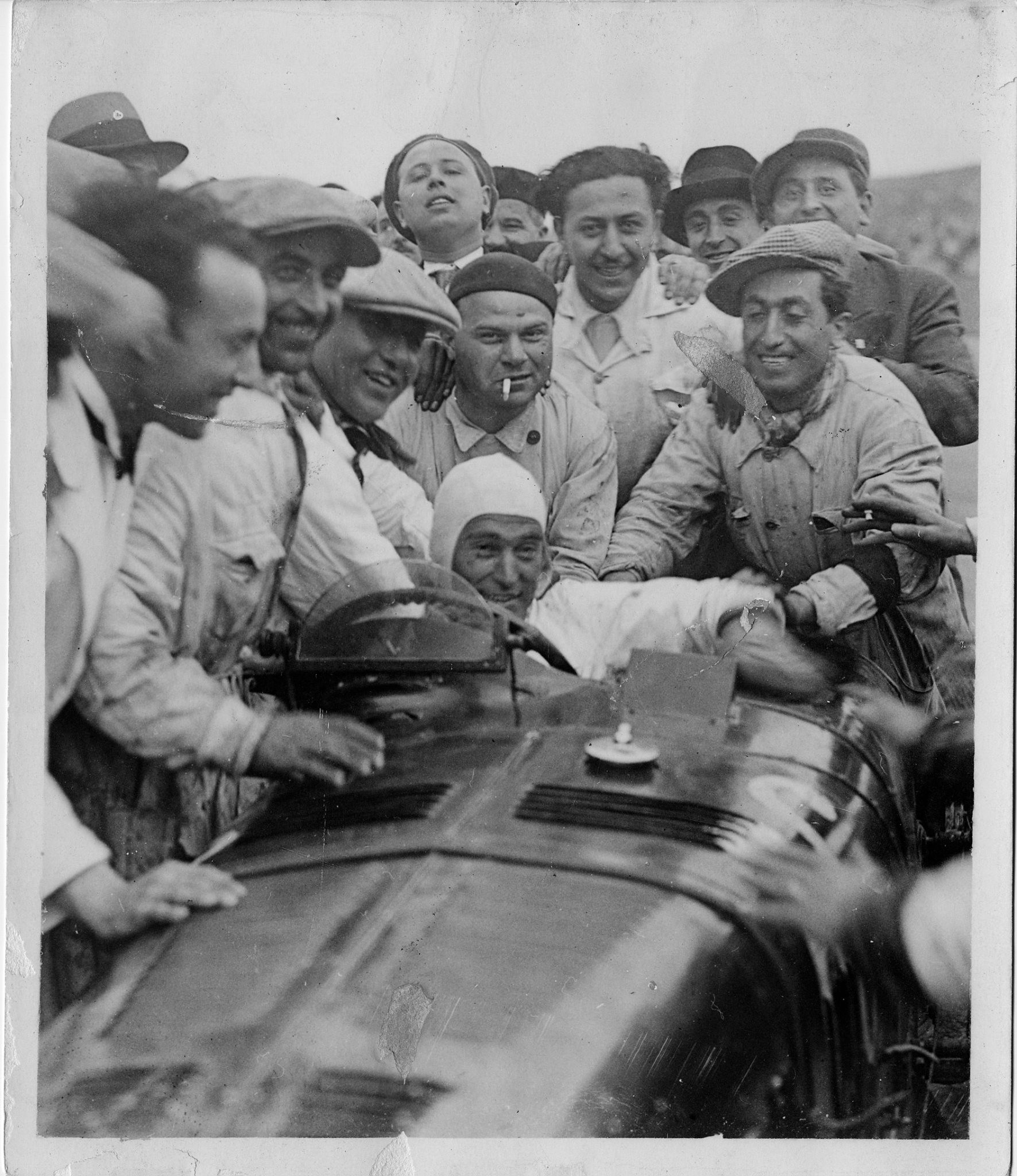
Luigi Arcangeli, vítěz Reale Premio di Roma, Maserati 26M (1930)

## Popis vozu
Motor byl řadový osmiválec o zdvihovém objemu 2495 cm³ o vrtání 65 mm a zdvihu 94 mm s kompresorem Roots. Dodávaný výkon byl 136 kW/185 koní při 5600 otáčkách za minutu a kompresním poměru byl 5,5:1. Zapalování bylo jednoduché magnetem Bosch nebo Scintilla. Vůz měl čtyřrychlostní převodovku. Tuhé nápravy vpředu i vzadu byly odpérovány poloeliptickými listovými pružinami a třecími tlumiči. Při rozvoru 2640 mm a rozchodu 1320 mm vpředu/1350 mm vzadu vůz vážil 800 kg. Rám s dvěma podélníky a příčníky z lisovaného ocelového plechu s průřezem "C" umožňoval díky snížené výšce od země obzvláště štíhlou linii.
Motor měl jako první evropská konstrukce vozů Grand Prix snímatelnou hlavu válců, přičemž výroba dosedacích ploch byla tak přesná, že mezi hlavou a blokem válců nebylo těsnění. Klikový hřídel byl uložen uprostřed ve válečkovém ložisku, ostatní čtyři ložiska byla kluzná. Dva vačkové hřídele (rozvod ventilů DOHC) byly umístěny nad hlavou, každý válec měl dva ventily uspořádané do V pod úhlem 90°. Pro vůz bylo charakteristické rozsáhlé použití lehkých slitin. Hlava válců byla z hliníkové slitiny, ze slitin hořčíku (elektron) byly skříně převodovky, rozvodovky, brzdové bubny a čelisti brzd. Brzdy byly bubnové, mechanické. Maximální rychlost vozu byla 230-235 km/h.
Převrtaný motor s karburátory Weber se označoval jako 8C-2800. Díky zvětšenému vrtání na 69 mm byl zdvihový objem tohoto motoru 2812 cm³. Nejenom touto úpravou výkon vzrostl na max. 151 kW/205 k.
V roce 1932 byl postaven dvoumístný roadster Maserati Tipo 26M (8C-3000). Měl obvyklý zážehový, kapalinou chlazený řadový osmiválec (R8) s vrtáním 69 mm a zvýšeným zdvihem na 100 mm, což dávalo zdvihový objem 2992 cm³. Byla zachována čtyřrychlostní převodovka. Vpředu byl odpérován stejně jako předchozí modely tj. poloeliptické listové pružiny a třecí tlumiče, ale vzadu byly použity s třecími tlumiči podélná listová pera. Vůz byl osazen hydraulickými brzdami. Zvětšil se rozvoz (na 2750 mm) i rozchod (vpředu 1330 mm, vzadu 1300 mm). Hmotnost činila dle předepsané formule 750 kg. Výkon vzrostl na 168 kW/225 k při 5500 ot/min a vůz dosahoval rychlosti 240 km/h.

## Sportovní úspěchy
V roce 1930 za stáj Officine Alfiero Maserati startovali italští jezdci Baconin Borzacchini, Luigi Arcangeli, Luigi Fagioli, Ernesto Maserati, Achille Varzi a hrabě Aymo Maggi. Zpravidla do závodů byla nasazována 2 tovární auta a případné další účasti zaznamenali soukromí jezdci. Za továrnu nejvíc startů měl Achille Varzi, tehdy šestadvacetiletý Ital, a byl nejúspěšnějším jezdcem roku 1930, když ze svých osmi startů vyhrál pětkrát, z toho 3 na Maserati 26M a to do stáje Masareti vstoupil až v polovině srpna.

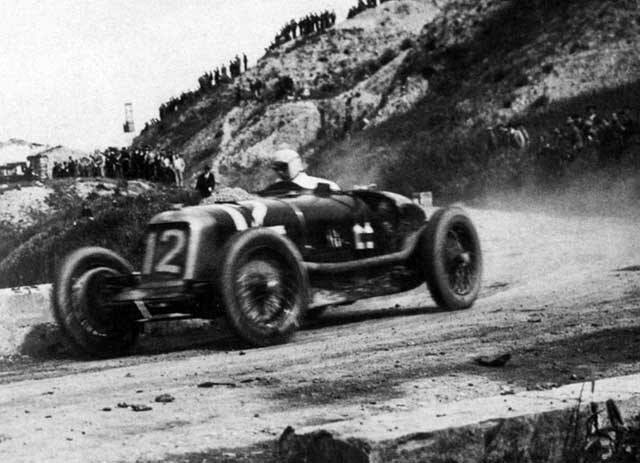
René Dreyfus na Targo Florio s Maseratti 26M (8C-2500) v roce 1931

Maserati Tipo 26M dominovalo sezóně Grand Prix 1930. Debutovalo na VI. ročníku Premio Reale di Roma (Tre Fontane), kde 25. května 1930 vyhrál Luigi Arcangeli. Další vítězství byla dosažena na IV. ročníku Coppa Ciano 21. července 1930 na okruhu Montenero u Livorna, kde dojel pro vítězství Luigi Fagioli, na VI. Coppa Acerbo (Grand Prix Pescary) 17. srpna 1930 vyhrál Achille Varzi před Ernestem Maseratim, na III. ročníku Gran Premio di Monza 7. září 1930 Varzi vyhrál a Arcangeli skončil druhý a na VIII. ročníku Gran Premio de San Sebastian 5. října 1930 na španělském okruhu Lasarte vyhrál opět Varzi a druhý dojel hrabě Aymo Maggi. Za rok 1930 získal Achille Varzi titul mistra Itálie v závodech automobilů. Továrna Maserati se tehdy stala absolutním vítězem italského šampionátu výrobců se pěti vítězstvími (Tripolis/Maserati V4 a na 26M Řím, Coppa Ciano, Coppa Acerbo/Pescara, Monza). Mistrovství Evropy AIACR (od roku 1946 FIA) se roku 1930 neuskutečnilo.

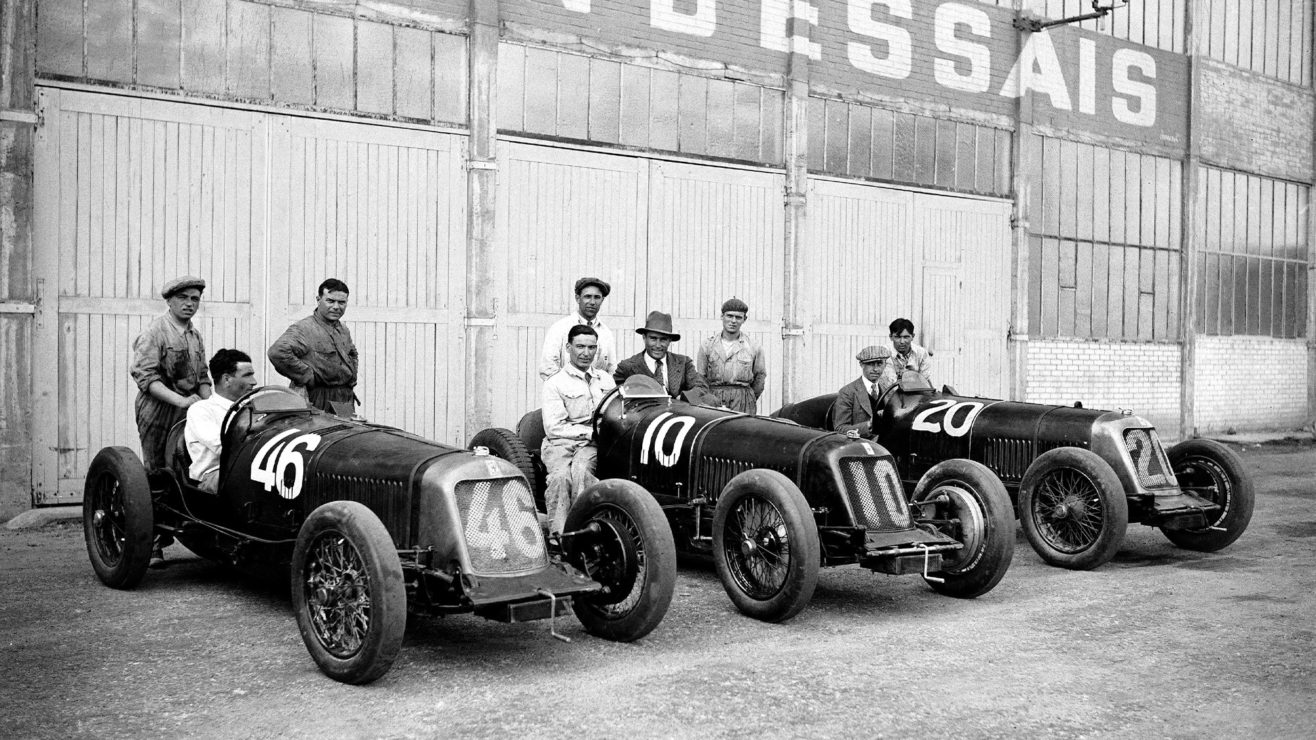
Ekipa Maserati 26M na Grand Prix Francie 1931, st. č. 46 C. Biondetti/L. Parenti obsadili 3. místo a st. č. 20 R. Dreyfus/P. Ghersi skončili na 8. místě. L. Fagioli/E. Maserati (st. č. 10) nedojeli pro poruchu brzd.

Přes velice úspěšnou sezónu Achille Varzi na konci roku 1930 odešel z Maserati do Bugatti. Novým smluvním jezdcem se stal René Dreyfus, který absolvoval vůbec první závod s Maserati. Luigi Arcangeli odešel z Maserati do Alfy Romeo a byl nahrazen v roce 1931 Clementem Biondettim, který řídil před tím Talboty pro Scuderia Materassi. Luigi Fagioli zůstal v Bologni a byl jejich hlavním jezdcem. Oficiálními továrními jezdci pro rok 1931 byli Ernesto Maserati, Fagioli, Maggi, Biondetti a René Dreyfus. Nezávislými jezdci byli Umberto Klinger, Amedeo Ruggeri, Luigi Castelbarco, Pietro Ghersi, Whitney Straight, Luigi Parenti a Ernst Kotte na soukromých Maserati 26M (8C-2500). V první polovině sezóny Grand Prix 1931 prohrávala Officine Alfiero Maserati proti vozům Alfa Romeo 8C a Bugatti T51. V Tunisu a v Monaku obsadil Fagioli na Maserati 26M (8C-2500) vždy 2. místa. Těžkým neúspěchem skončil 10. května závod Targa Florio. Ze tří startujících vozů  26M 2500 nedojel do cíle ani jediný. Fagioli havaroval hned v 1. kole, Biondetti havaroval ve 2. kole a Dreyfus vzdal závod ve 4. kole. René Dreyfus na 26M při VII. Reale Premio di Roma obsadil 2. místo za Ernestem Maseretim. Ten ovšem jel na čtyřlitrovém, šestnáctiválcovém modelu V4.
Na Grand Prix Francie 21. června 1931, která se jela v Linas-Montlhéry jako 10hodinový závod na 100 kol (vítěz ujel přes 1250 km), zajel Luigi Fagioli s novým motorem na Maserati 26M (8C-2800) nejrychlejší kolo v průměrné rychlosti 136,8 km/h, ale potom před polovinou závodu odpadl pro poruchu brzd. Nejlépe za Maserati dojeli C. Biondetti/L. Parenti s továrním Maserati 26M (8C-2500) na 3. místě a na stejném typu jako 4. skončili angličtí soukromníci H. Birkin/G. Eyston. Po Francii již továrna nasazovala do závodů silnější Maserati 26M (8C-2800).

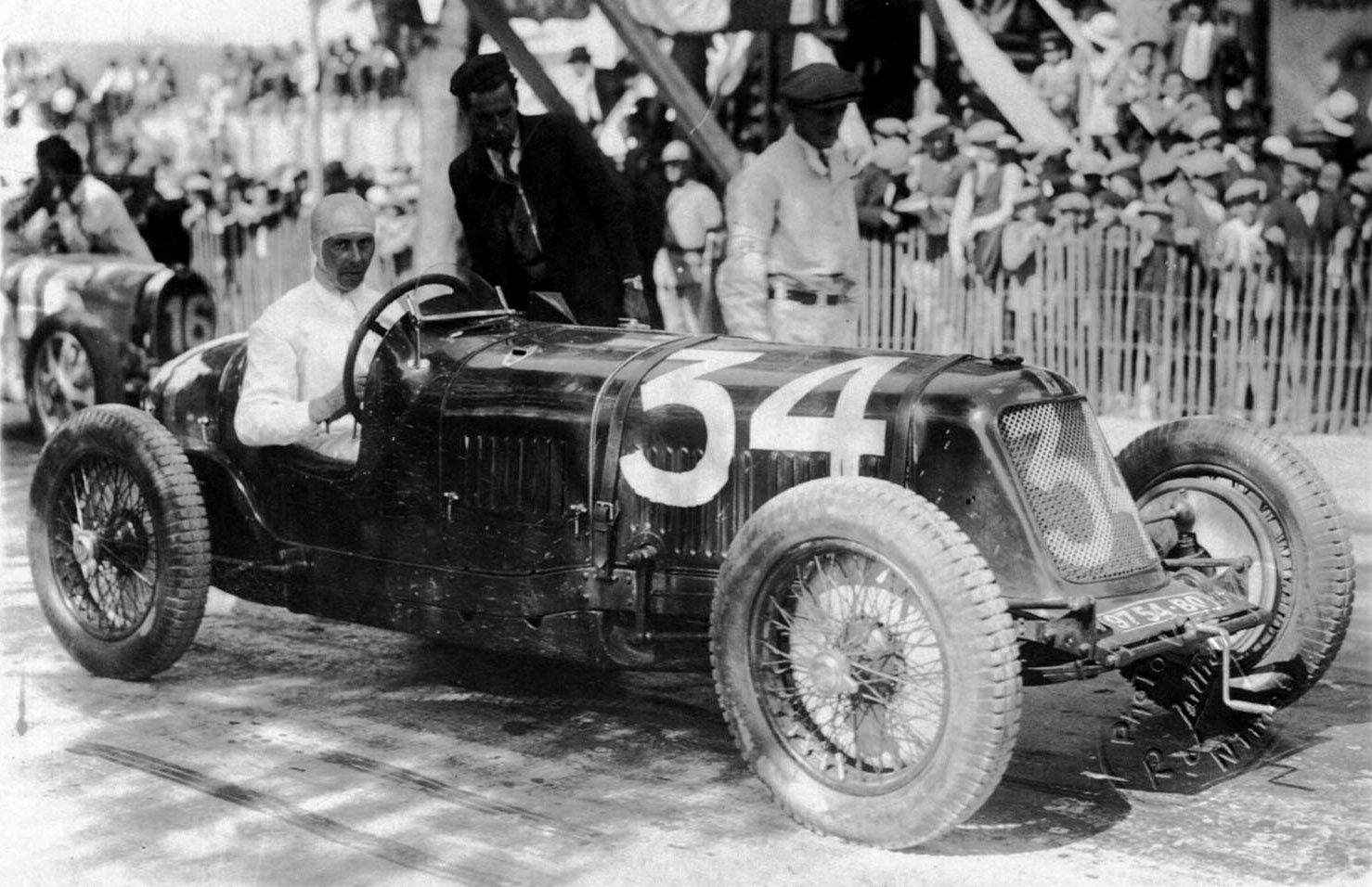
René Dreyfus na Maserati 26M (8C-2800) při Grand Prix Nîmes obsadil 2. místo (16. května 1932)

René Dreyfus 5. července 1931 obsadil 2. místo v Grand Prix de la Marne a Luigi Fagioli 2. srpna na 5. ročníku Coppa Ciano 3. místo. Teprve na Velké ceně Monzy 6. září nový vůz zvítězil. Jako obvykle se v Monze jelo systémem rozjížděk, z nichž se postupovalo do finálové jízdy. Do závěrečného závodu, Velké ceny Monzy, startovalo pouze devět jezdců, které zpočátku vedl Fagioli (Maserati 8C-2800) před Chironem (Bugatti T54), Dreyfusem (Maserati 8C-2800), Nuvolarim a Minoiou na Alfě Romeo 8C. Když Nuvolari odstoupil, přední skupinu tvořili Fagioli, Varzi a Chiron. Poté se Varzi musel vypořádat se dvěma prasklými pneumatikami. Když se pro pneumatiky zastavil i Fagioli, Dreyfus chvíli vedl, ale potom musel pro prasklý píst odstoupit. Tím se Fagioli vrátil do vedení a skončil první před Borzacchinim a Varzim, Minoia/Nuvolari následovali před Minozzim, Lehouxem a Chironem. V roce 1931 vyslala továrna 2 vozy na 2. Masarykův okruh do Brna. Luigi Fagioli havaroval hned na počátku 2. kola (před Novým Lískovcem), když zavadil o dřevěný můstek pro přecházení trati, poškodil vůz a odstavil jej v klesání k Pisárkám. Později po 5. kole vystřídal Ernesta Maseratiho na druhém voze, ale ani s ním neměl štěstí, protože i s ním odstoupil, pro prasklou osu 4 kola před cílem. V tomto závodě odsadil pěkné 4. místo Jiří Lobkowicz na Bugatti T51. Na závěr sezóny 17. října zvítězil Angličan Sir "Tim" Birkin v horském závodě na Brooklands. 

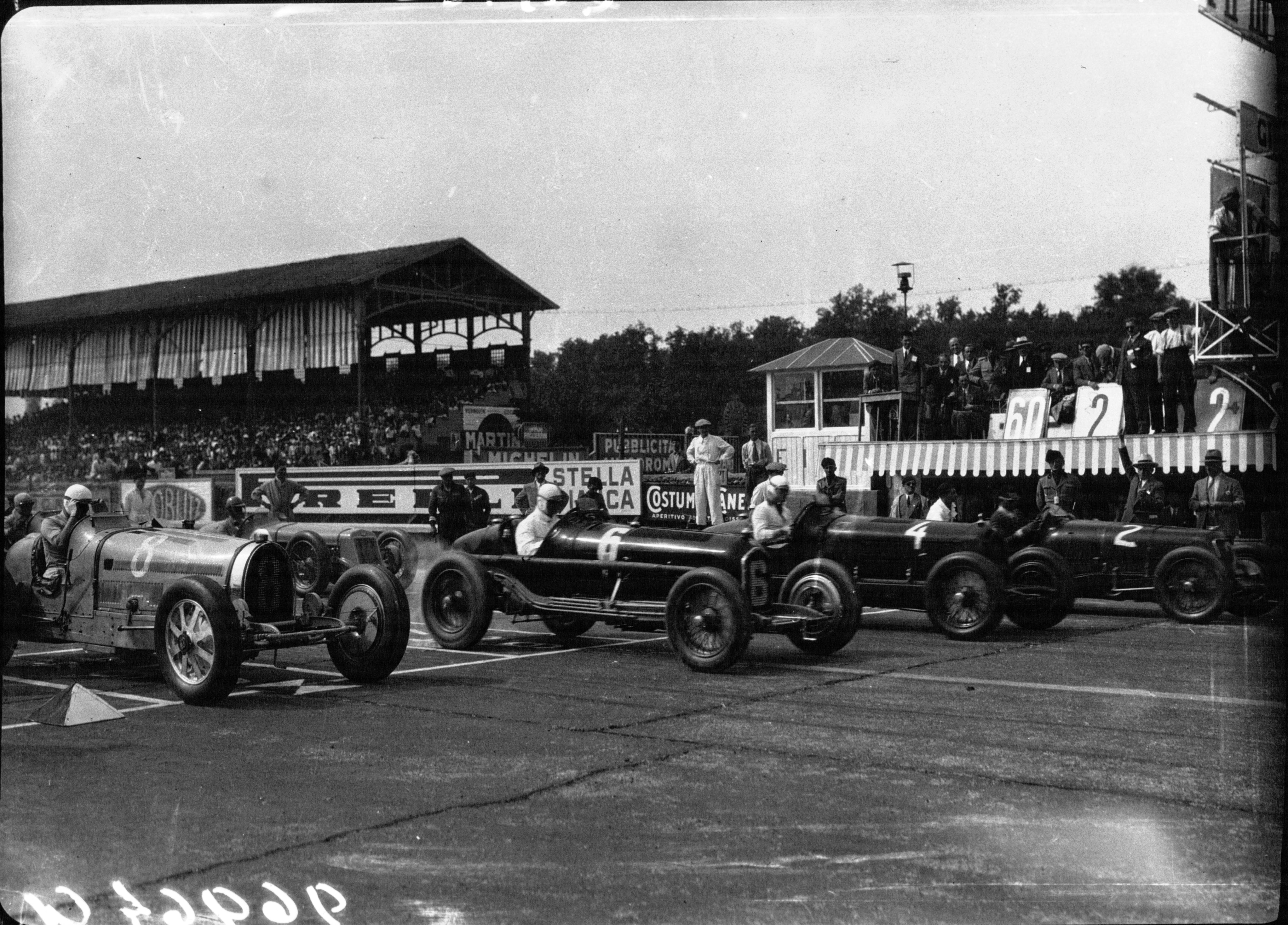
Startovní rošt 1. rozjížďky při Grand Prix Monzy 11. září 1932. Zcela vpravo Giovanni Minozzi (st. č. 2) na Maserati Tipo 26M (8C-3000)

Rok 1932 nebyl pro Maserati až tak úspěšným. Mezi hlavní absolvované závody patřily Velké ceny Tunisu, Monaka a Říma, Targa Florio, Avusrennen, Velké ceny Itálie a Německa, Coppa Ciano, Coppa Acerbo, Masarykův okruh a Velké ceny Monzy a Marseille. Podařilo s typem 8C-2800 získat několik pódiových umístění, ale vítězství žádné. Dreyfus zahájil 8. místem v Tunisu, Fagioli skončil 3. v Grand Prix Monaka, Amedeo Ruggeri obsadil 5. místo na Targa Florio. Na Avusu, kde v tomto závodě zahynul Jiří Lobkowicz, Fagioli nedojel. Při domácí Velké ceně Itálie Fagioli/Maserati obsadili 2. místo s vozem Maserati V5 (5,0 l), ale Amedeo Ruggeri s 8C-2800 skončil až 8. Nejlepší výsledek roku udělal Luigi Fagioli na 3. Masarykově okruhu, kde startoval s novou modifikací 8C-3000 a obsadil 2. místo za Chironem na Bugatti T51. Na domácí Velké ceně Monzy skončili Amedeo Ruggeri a G. Minozzi / E. Maserati na chvostu výsledkového pole (9. a 10. místo). V Marseille Rugerri nedojel. Smutný rok 1932 u Maserati byl poznamenán i úmrtím vedoucího firmy, 44letého Alfieriho Maseratiho 3. března 1932 po operaci ledviny a tragickou havárií Amedea Ruggeriho, který zemřel 7. prosince při nehodě v Montlhéry během pokusu o rychlostní rekord v hodinovce se 16válcovým Maserati V5.

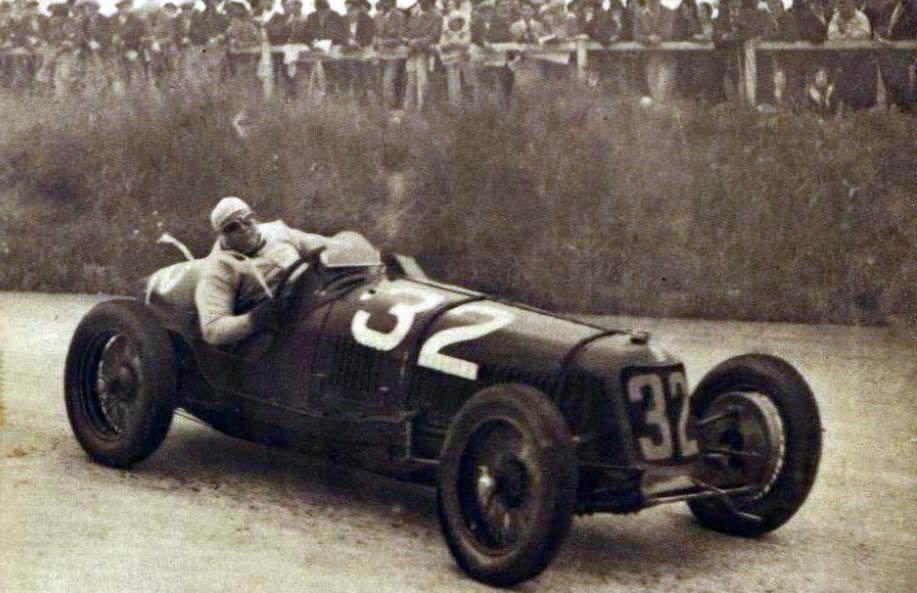
Giuseppe Campari vítěz Velké ceny Francie 1933

V roce 1933 posílil značku Maserati v několika závodech Giuseppe Campari. Na soukromém Maserati 8C-3000 zvítězil 11. června ve Velké ceně Francie v Montlhéry a zajel i nejrychlejší kolo závodu 5:23 min (139,3 km/h). Za sebou nechal 5 vozů Alfa Romeo 8C Monza seřazených na 2.-6. místě (kompletní Ferrariho tým). Po závodě byl podán protest u sportovní komise proti Camparimu, protože jeho Maserati bylo po zastávce v boxech roztlačeno dvěma mechaniky poté, co se nepodařilo nastartovat ho klikou. Takové jednání bylo v rozporu s předpisy. Komisaři rozhodli ve prospěch Campariho, který si udržel své první místo, a pouze ho potrestali pokutou 1000 franků. Při Velké ceně Monzy 10. září 1933 zahynul na Maserati 8C-3000 Mario U. Borzacchini. Při této havárii zahynul i Guiseppe Campari, který startoval na starším Alfě Romeo Tipo B/P3. Campari a Borzacchini vjeli v 1. kole 2. rozjížďky do jižní zatáčky rychlostí kolem 180 km/h. Campari dostal smyk, z pravé strany vyjel nahoru vlevo až k betonovému zábradlí, nějaký čas se odíral o opěrnou zeď, pak se převrátil a vyletěl z trati. Borzacchinimu, který vjížděl do zatáčky více vlevo, Campariho vůz přeťal dráhu. Pokusil se vyhnout Camparimu, ztratil kontrolu na vozem, dostal smyk a přeletěl přes okraj jako Campari. Campari byl okamžitě mrtev, rozdrcen pod převráceným autem. Borzacchni byl vymrštěn z vozu směrem na strom. Byl převezen do nemocnice v Monze, kde krátce po přijetí zemřel se zlomeninou páteře, rozdrceným hrudníkem a vnitřním krvácením.
Vítězný závod na horském šampionátu v Brooklans zopakoval 21. října 1933 Whitney Straight na starším modelu Maserati 26M (8C-2500). Poslední úspěšný a vítězný start se odehrál lokálním, nemistrovském závodu Grand Prix d´Albigeos 22. července 1934, kde uspěl "Buddy" Featherstonhaugh za tým Whitney Straight Ltd. na Maserati 26M (8C-2500). Druhé místo obsadil Hugh Hamilton (Whitney Straight Ltd.) na nastupujícím modelu Maserati 8CM.

## Vítězné závody Grand Prix
- Reale Premio di Roma (1930)
- Coppa Ciano (1930)
- Coppa Acerbo - Grand Prix Pescary (1930)
- Grand Premio di Monza (1930, 1931)
- Grand Premio di San Sebastian (1930)
- Mountain Championship Brooklands (1931, 1933)
- Grand Prix Francie (1933)
- Grand Prix d´Albigeois (1934)

## Galerie

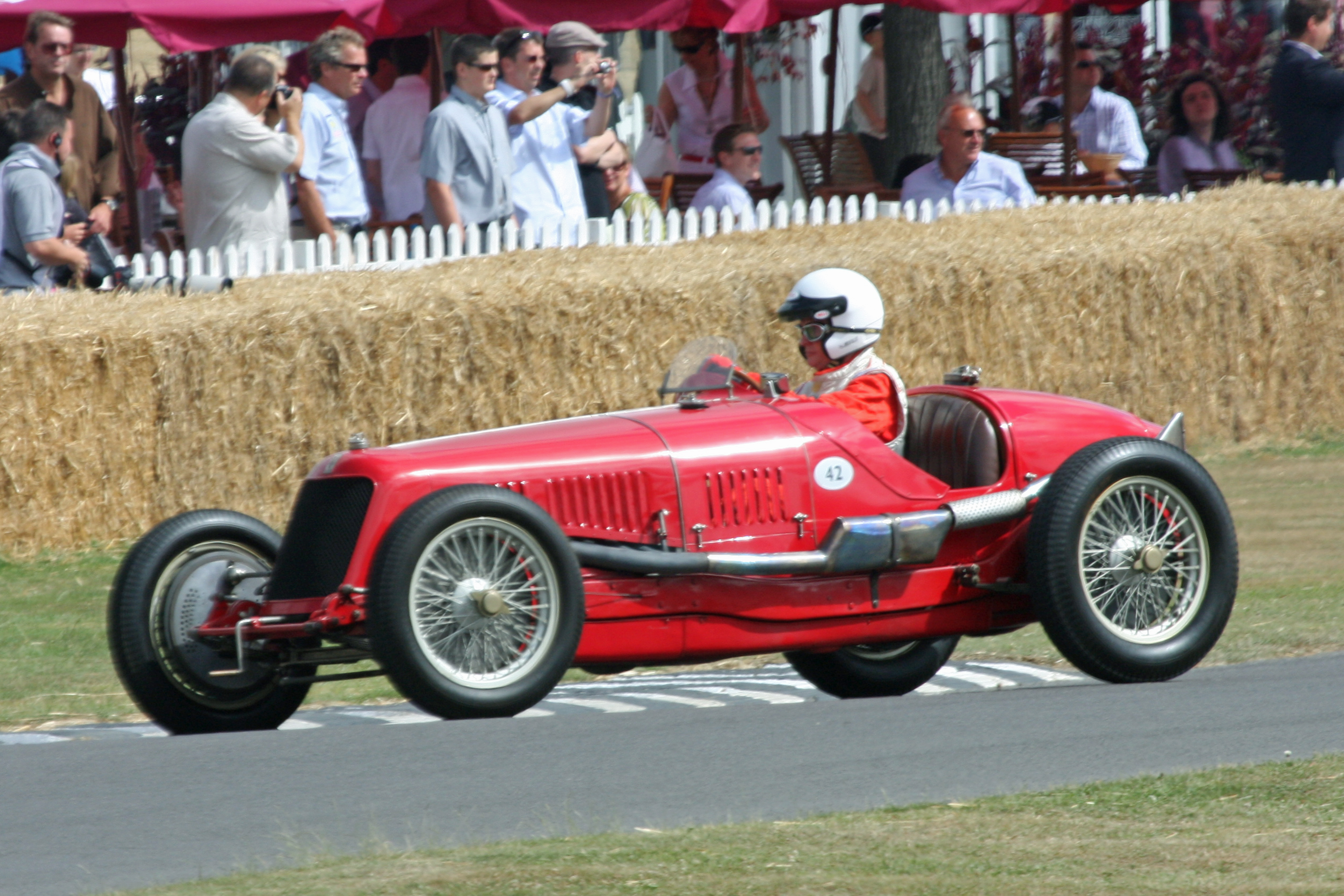
Maserati 26M (8C-3000) z roku 1932, Goodwood 2009
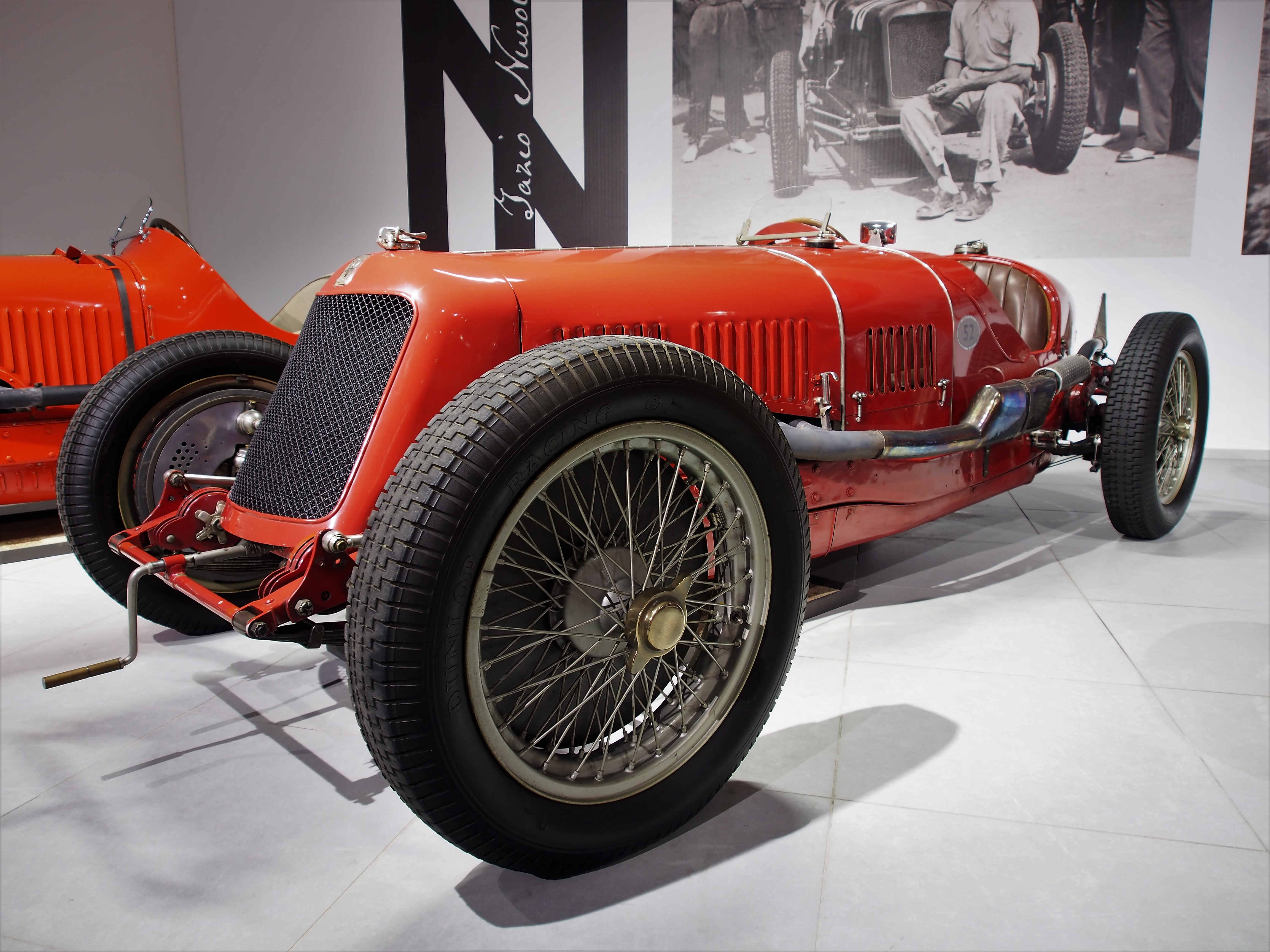
Maserati 26M (8C-3000) z roku 1932, Louwman museum
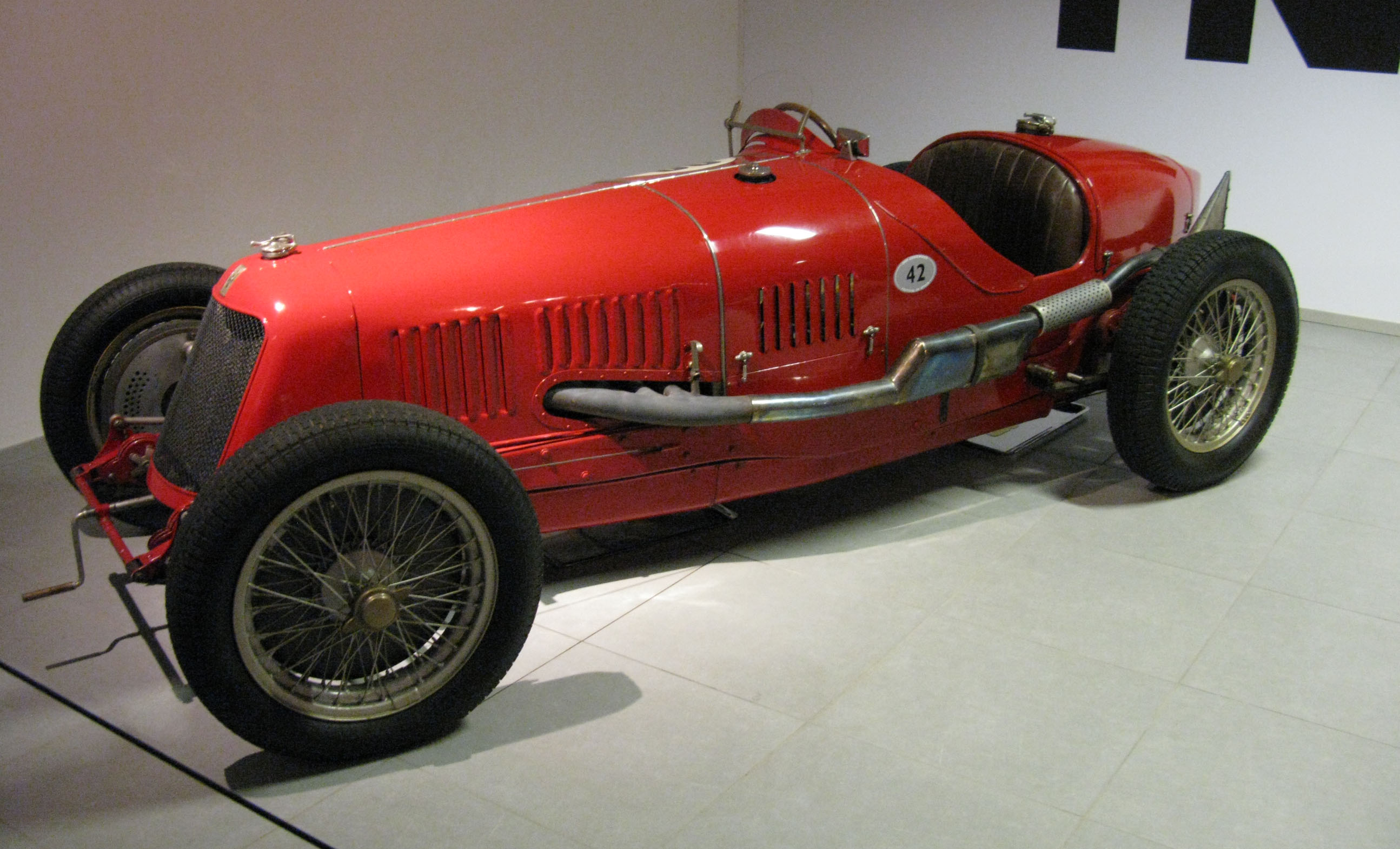
Maserati 26M (8C-3000) z roku 1932, Louwman museum
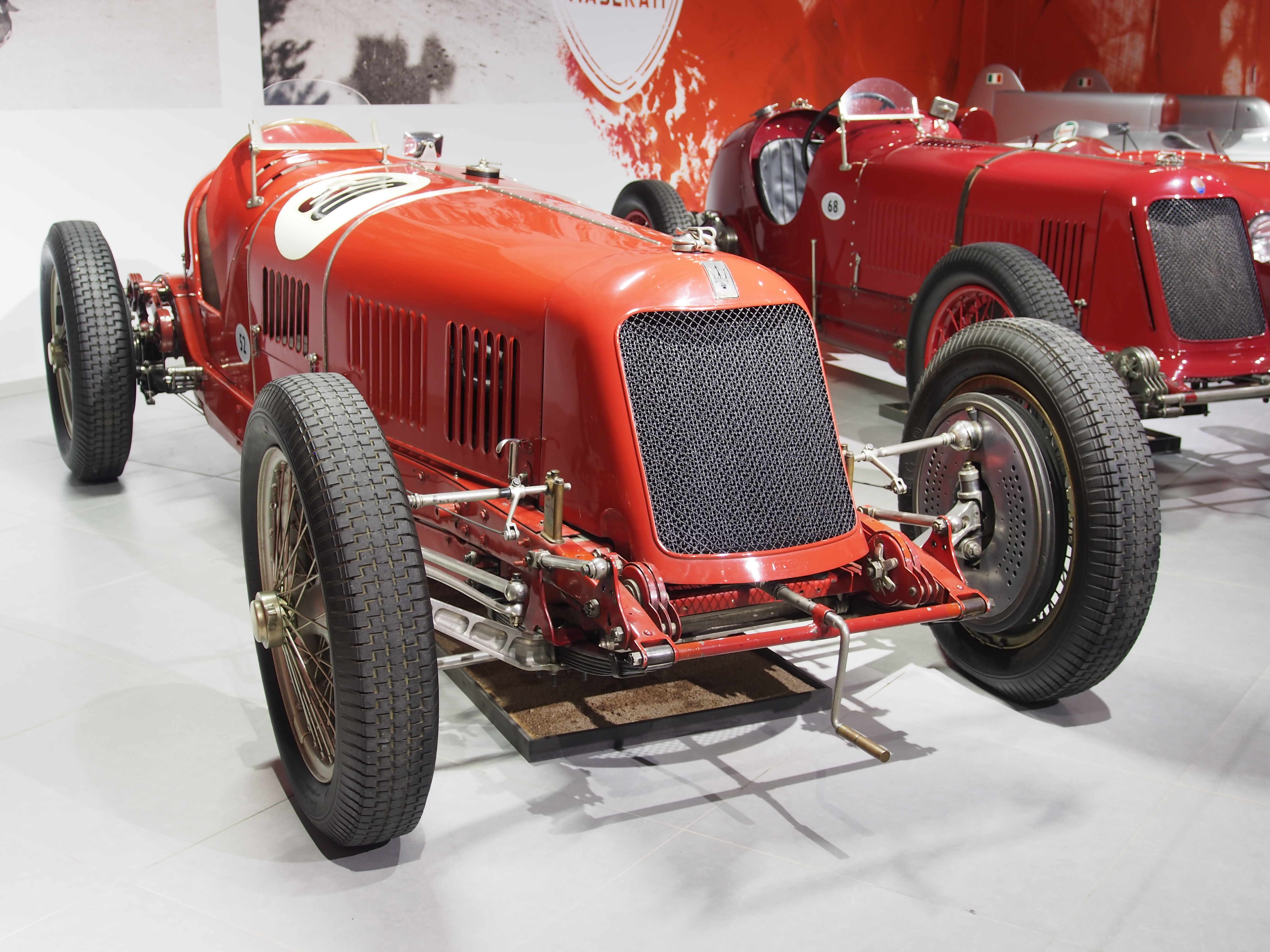
Maserati 26M (8C-3000) z roku 1932, Louwman museum